# Sveto, Komen
Sveto je naselje v Občini Komen. Največji znamenitosti sta cerkev sv. Tilna (po domače Tilha), ki je eden najpomembnejših spomenikov sakralne arhitekture v Sloveniji (edinstvena zaradi osmerokotne oblike cerkvene ladje iz leta 1579 in dežnikasta strešna konstrukcija, sloneča na enem samem stebru) in ob cerkvi starodavna lipa, stara okoli 500 let. Poleg tega je v vasi tudi pokopališče iz prve svetovne vojne, spominska obeležja iz NOB, v okolici vasi pa je veliko kavern iz prve svetovne vojne.

## Registrirana kulturna dediščina v naselju Sveto
|  | Register kulturne dediščine 1-17159 |

|  | Register kulturne dediščine 1-17155 |

|  | Register kulturne dediščine 1-717 |